# Busstation Heerenveen
Het busstation van Heerenveen ligt aan de zuidzijde van station Heerenveen. Van het busstation vertrekken stads- en streekbussen en Qliners. Het stads- en streekvervoer wordt verzorgd door Qbuzz. Het busstation ligt aan de oostzijde van de spoorlijn.

## Geschiedenis
Het trein- en busstation werd in 1984 gebouwd naar ontwerp van Jan van Belkum. 
In 2012 werden de busstations in Heerenveen, Leeuwarden, Sneek, Dokkum en Oosterwolde door de provincie Friesland voor €1,2 miljoen gekocht van vervoersbedrijf Arriva met de bedoeling dat de stations beter worden onderhouden en beheerd.
In september 2024 werd begonnen met de sloop van het busstation uit 1984. Arriva wilde de busstalling aan de zuidzijde van het busstation niet verhuren of verkopen aan Qbuzz.
Aan de noordzijde van het nieuwe busstation werd een fietspad en een fietsenstalling aangelegd. De zeven opstaphaltes (A-G) liggen naast elkaar en zijn vergelijkbaar met dat van busstation Leeuwarden. In 2025 werd het nieuwe busstation in gebruik genomen.

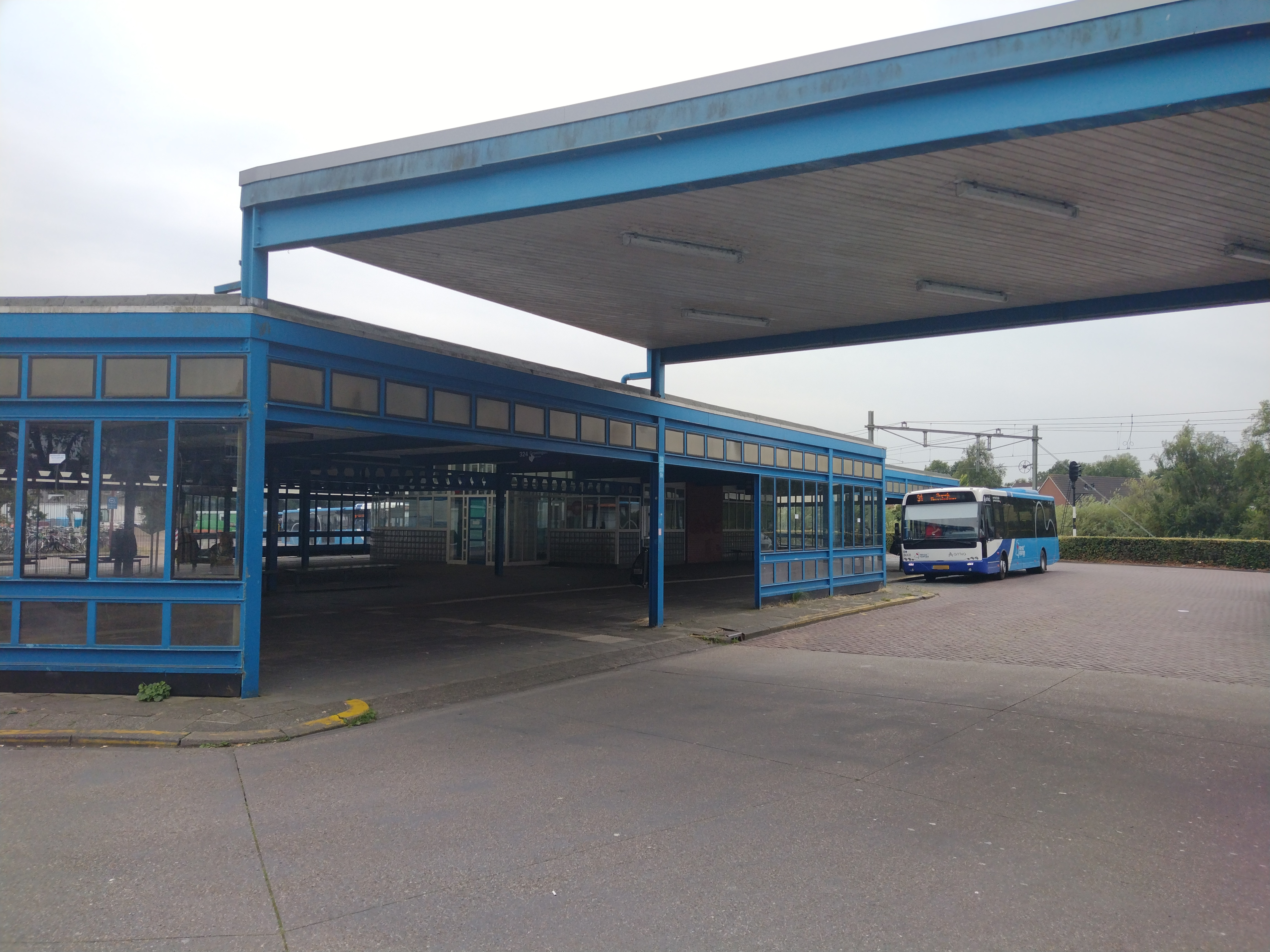
Het oude busstation in 2024 voor de sloop.